# L'Indien d'Amérique du Nord

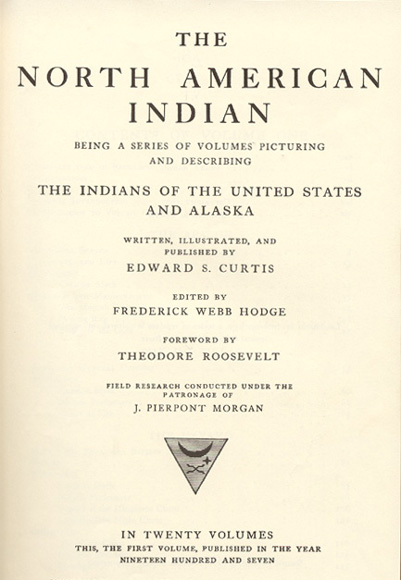
Page de couverture, première édition, 1907

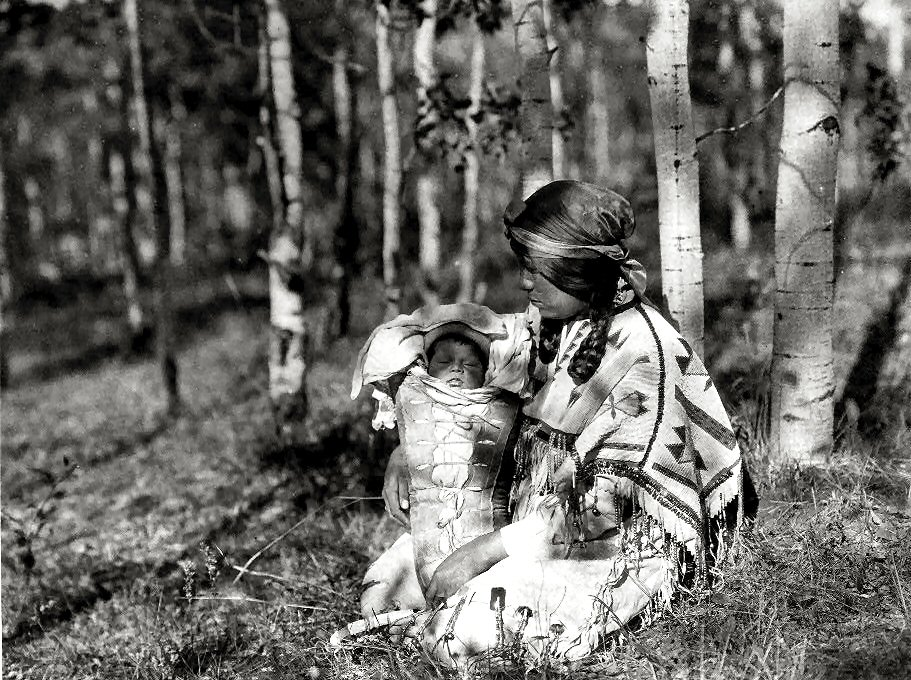
Mère et enfant Assiniboin, The North American Indian, 1928

L'Indien d'Amérique du Nord (The North American Indian) est une collection de photographies réalisée par Edward Sheriff Curtis entre 1907 et 1930.
En 1906, J.P. Morgan, un financier et un banquier américain richissime, offre 15 000 dollars par an durant cinq ans à Curtis pour une série sur l'Indien d'Amérique du Nord, en vingt volumes et 1 500 photographies. En contrepartie, Morgan doit recevoir vingt-cinq assortiments et cinq cents copies originales. La photographie n'est pas le seul but de Curtis ; il veut également documenter autant que possible la vie traditionnelle des Indiens d'Amérique avant qu'elle ne disparaisse. Dans son introduction au premier volume, en 1907, Curtis écrit : « [...] les informations qui doivent être recueillies, au bénéfice des générations futures, en respectant le mode de vie d'une des plus grandes races de l'Humanité, doivent l'être immédiatement ou cette possibilité disparaîtra à jamais. ».
Curtis réalise plus de 10 000 enregistrements sonores sur cylindres de cire, de musique et de dialectes indiens. Il prend plus de 40 000 clichés de plus de 80 tribus. Il note les coutumes et les histoires tribales et décrit la nourriture traditionnelle, les habitations, vêtements, loisirs, cérémonies et traditions funéraires. Il écrit des notices biographiques des chefs de tribus. La plupart du temps, ce matériel est demeuré unique dans l'histoire. 
La collection en elle-même compte 2 000 photographies accompagnées de textes. Les plaques originales se trouvent à l'université Northwestern. La bibliothèque du Congrès a scanné ces clichés et les a mis en ligne. 

## Galerie

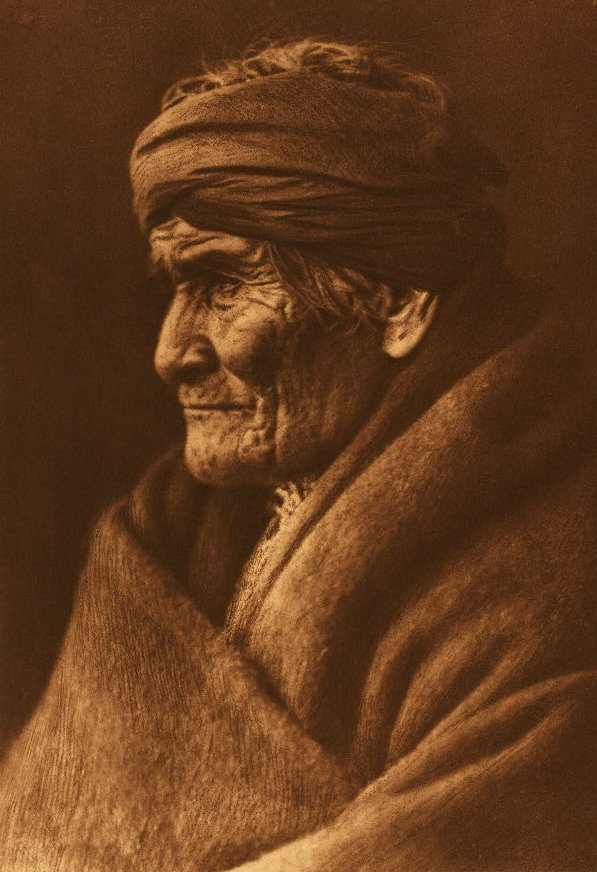
Geronimo, l'Apache, 1905
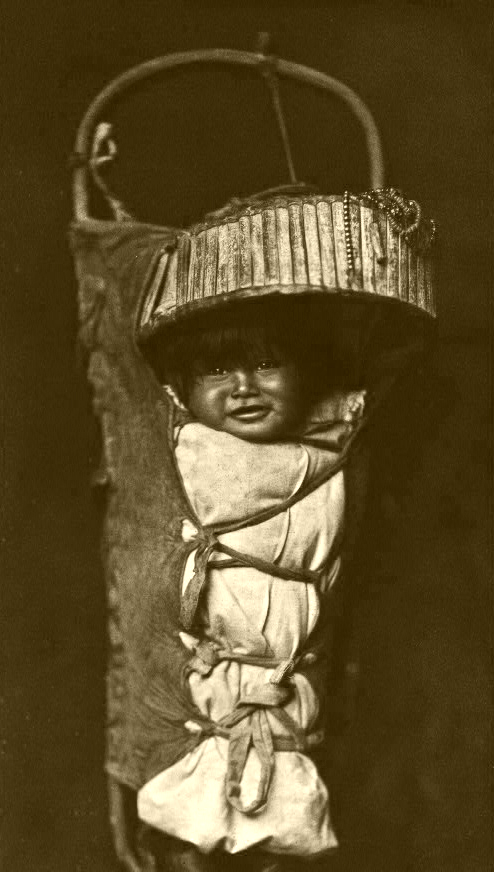
Bébé Apache - Atsina, 1907
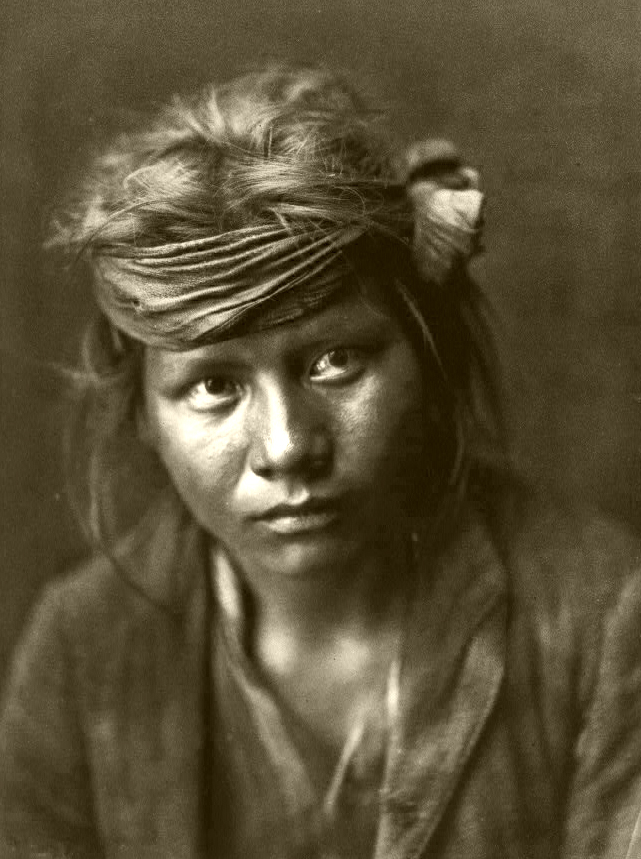
Fils du désert - Navajo, 1907
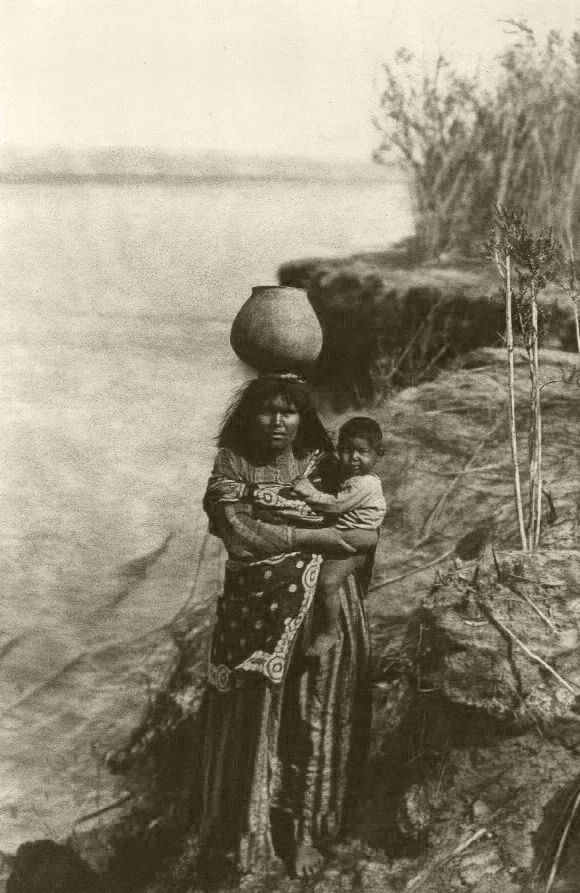
Porteur d'eau Mohave, 1908
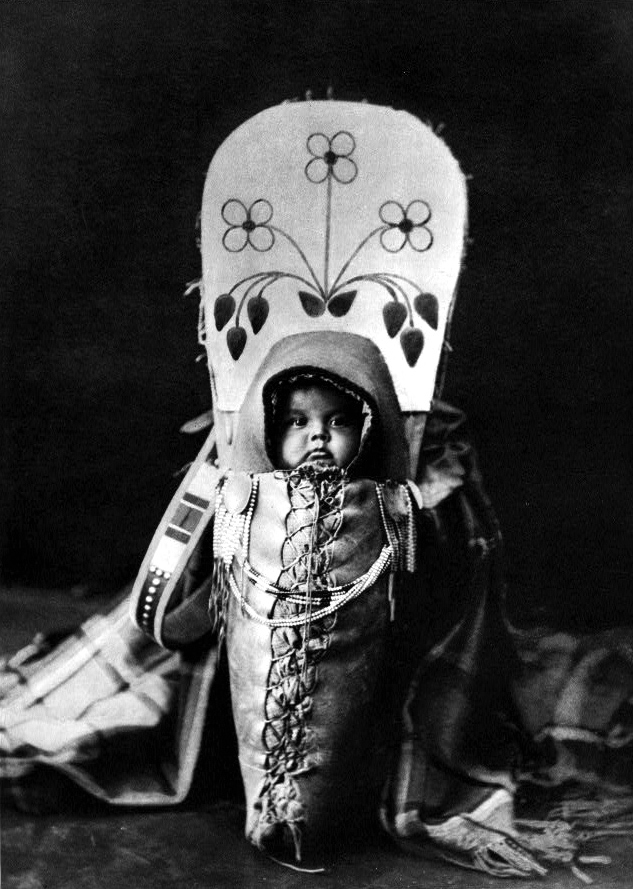
Enfant Nez-Percé, 1911
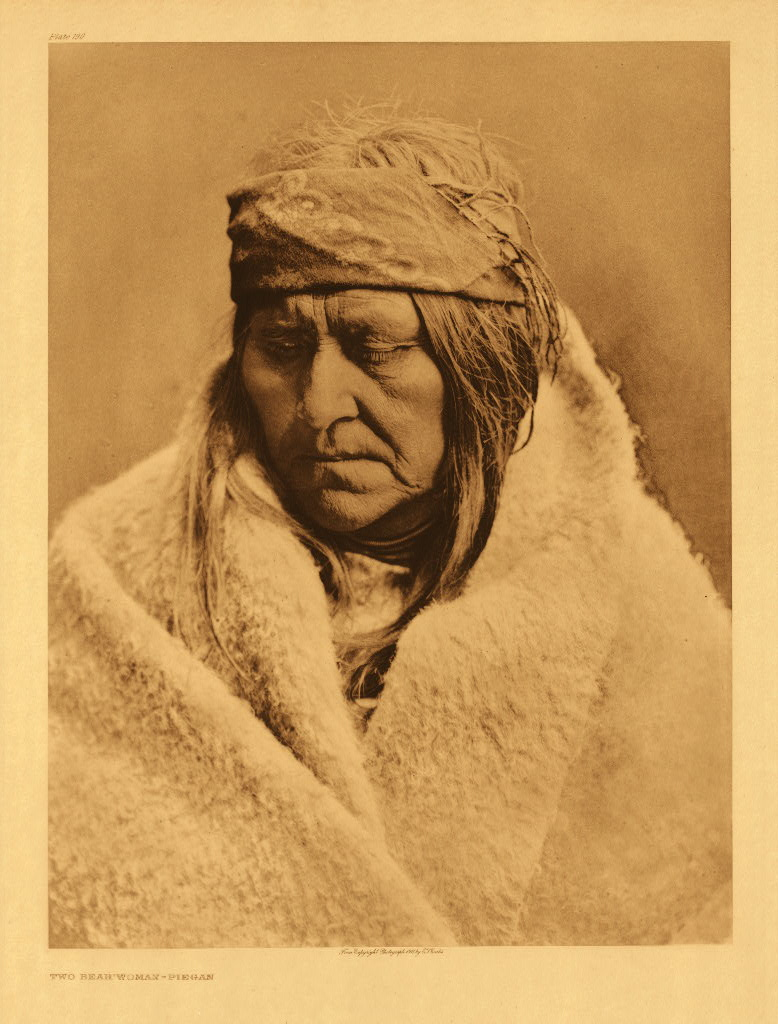
Femme du chef Two Bear (« Deux Ours »)- Piegan, 1911
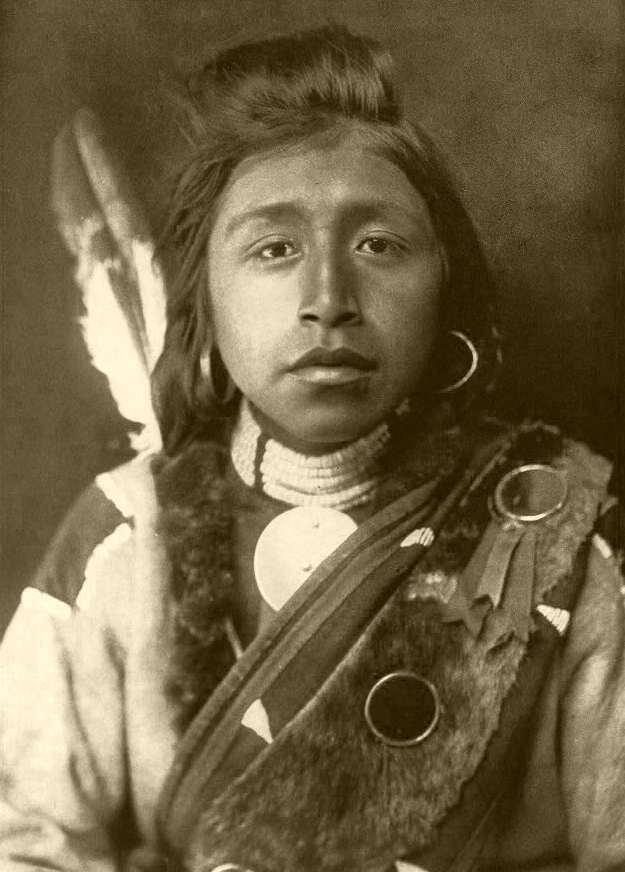
Kashhila - Wishham, 1911
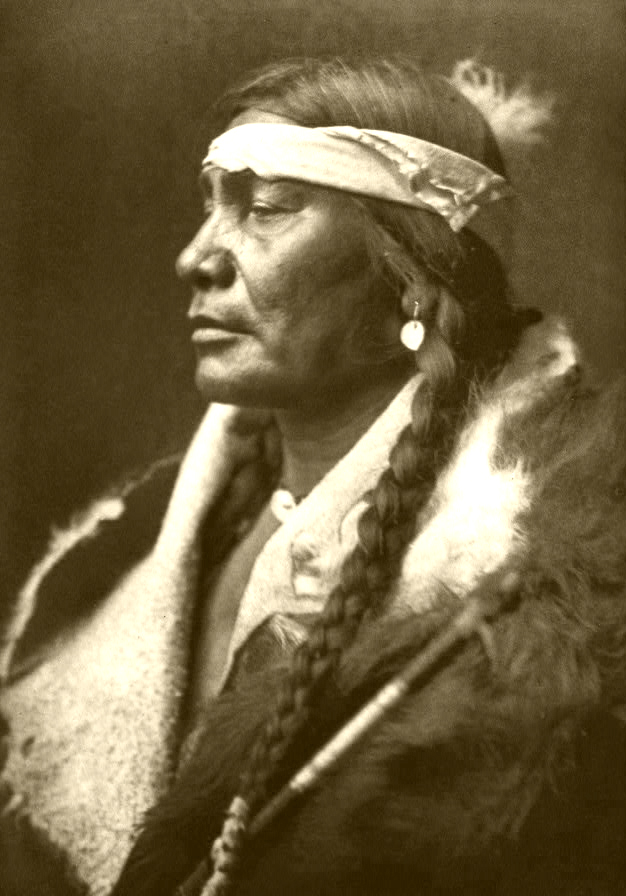
Assiniboin - Atsina, 1911
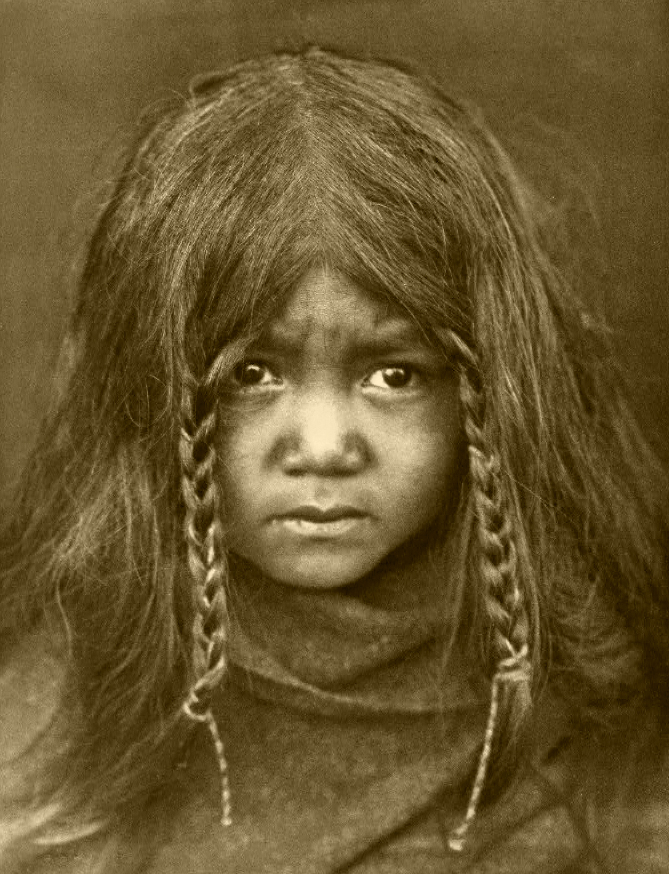
Garçon Quilcene, 1913
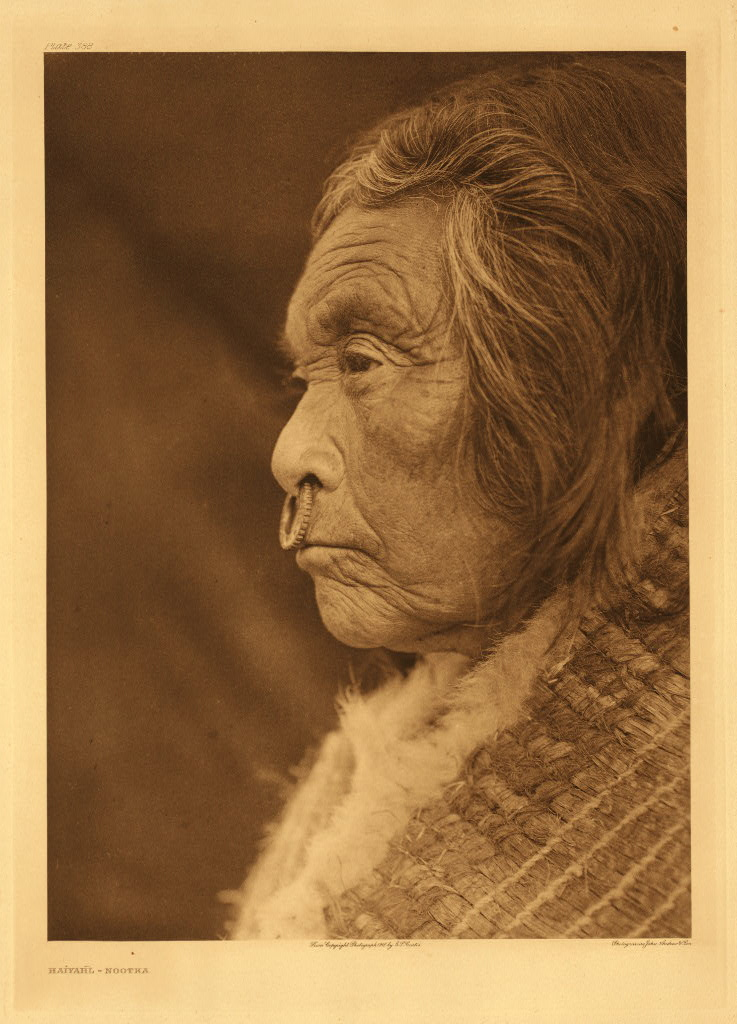
Haiyahl - Nootka, 1916
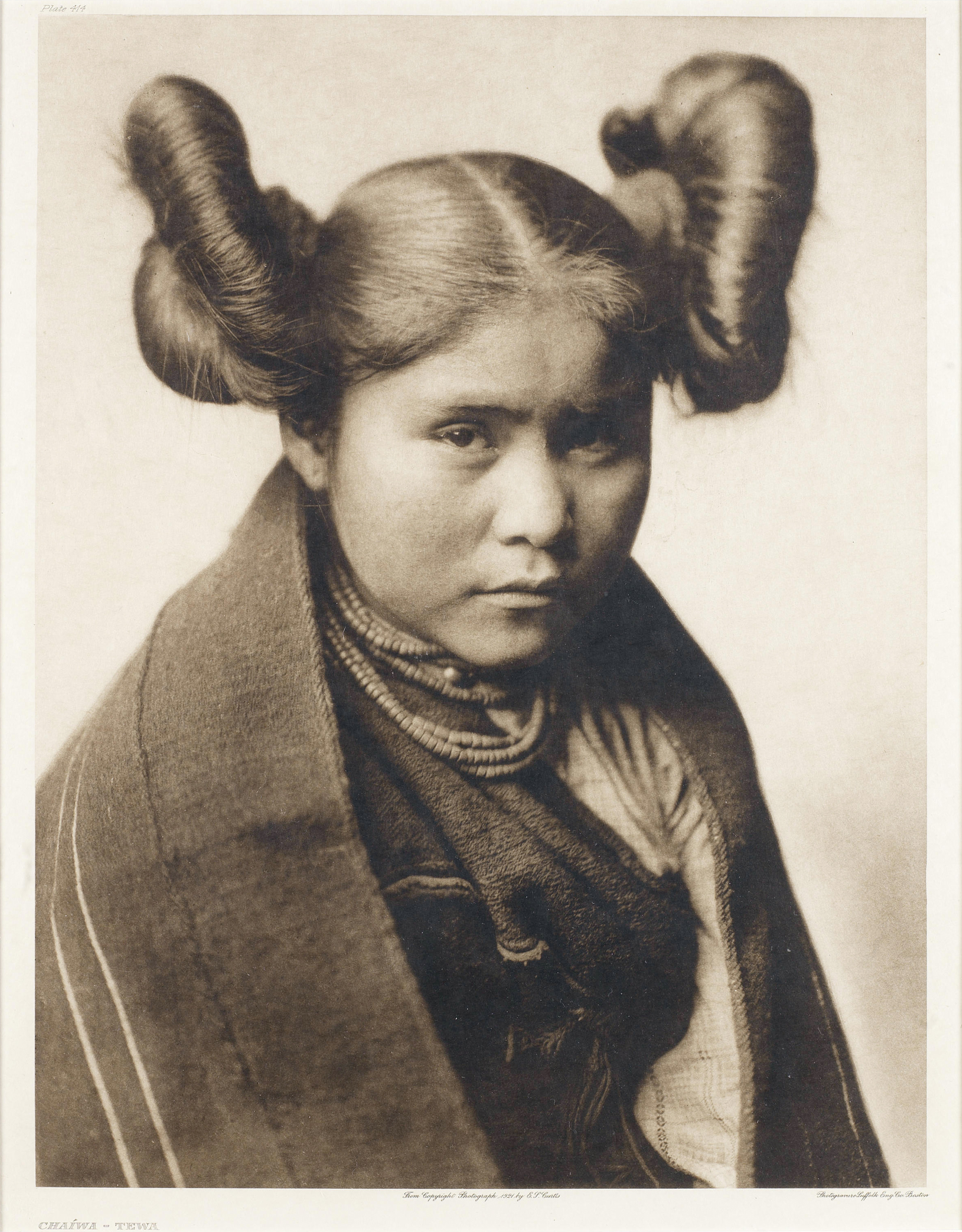
Chaiwa - Tewa, 1922
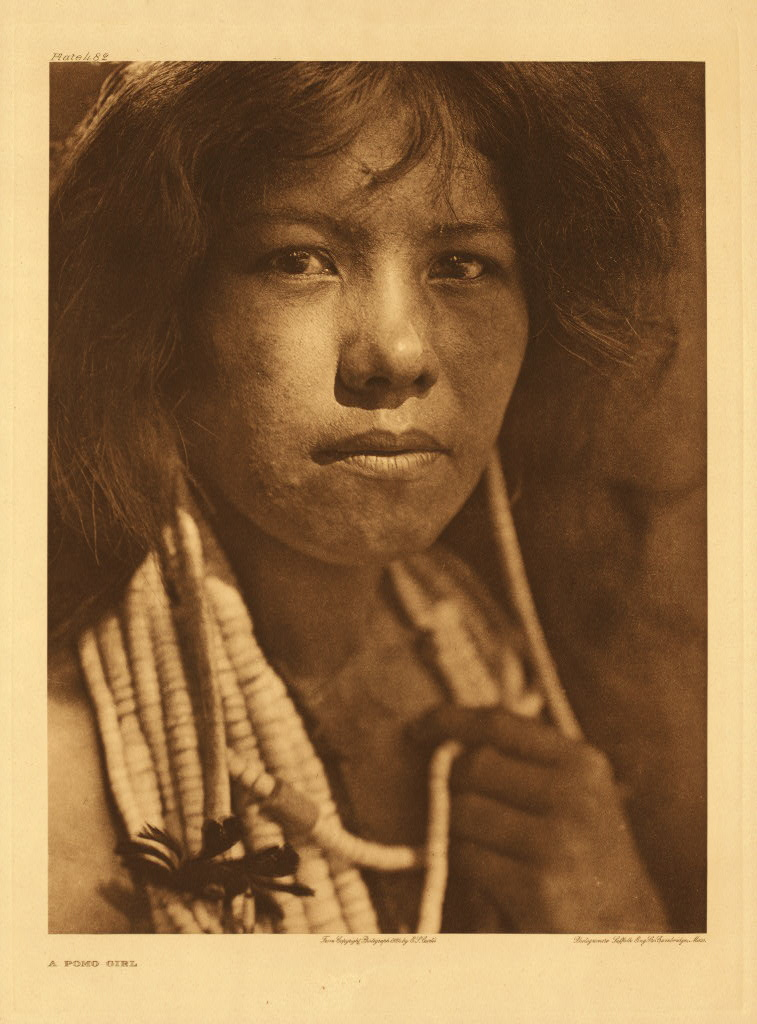
Fille pomo, 1924
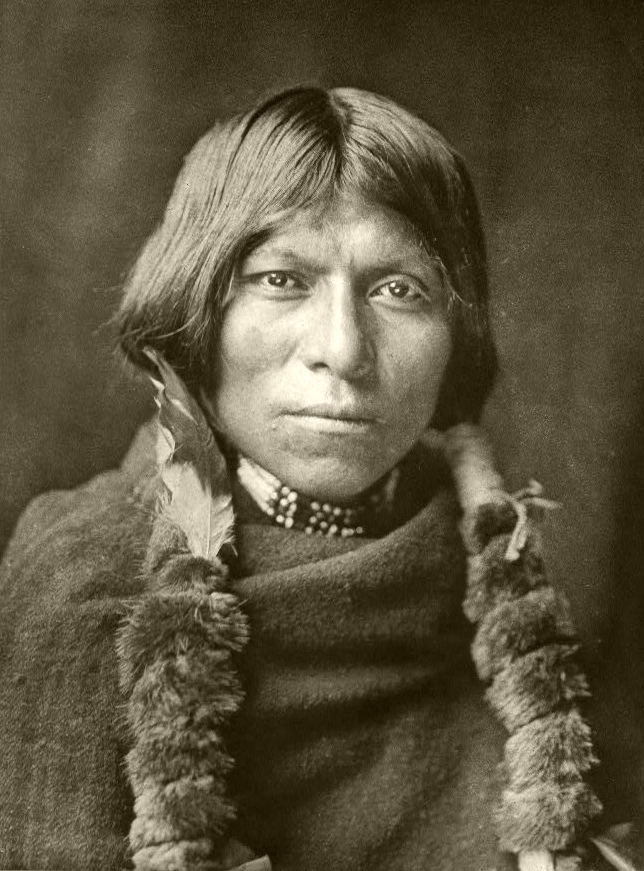
Okuwa-tse (« Nuage jaune ») - San Ildefonso, 1926
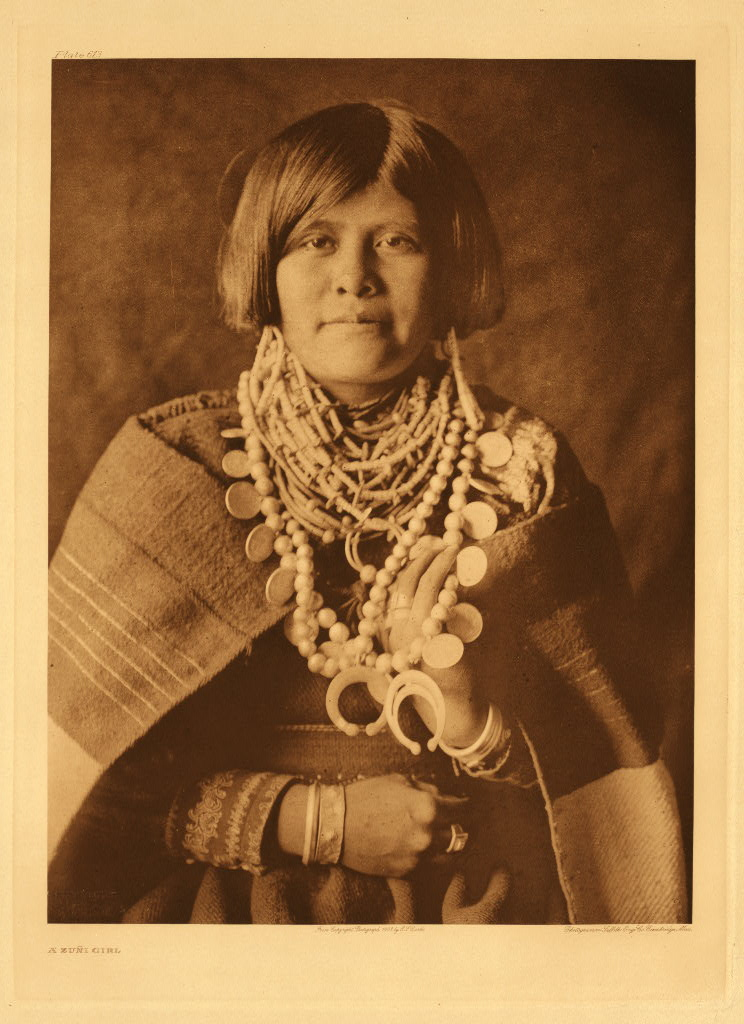
Fille zuni, 1926
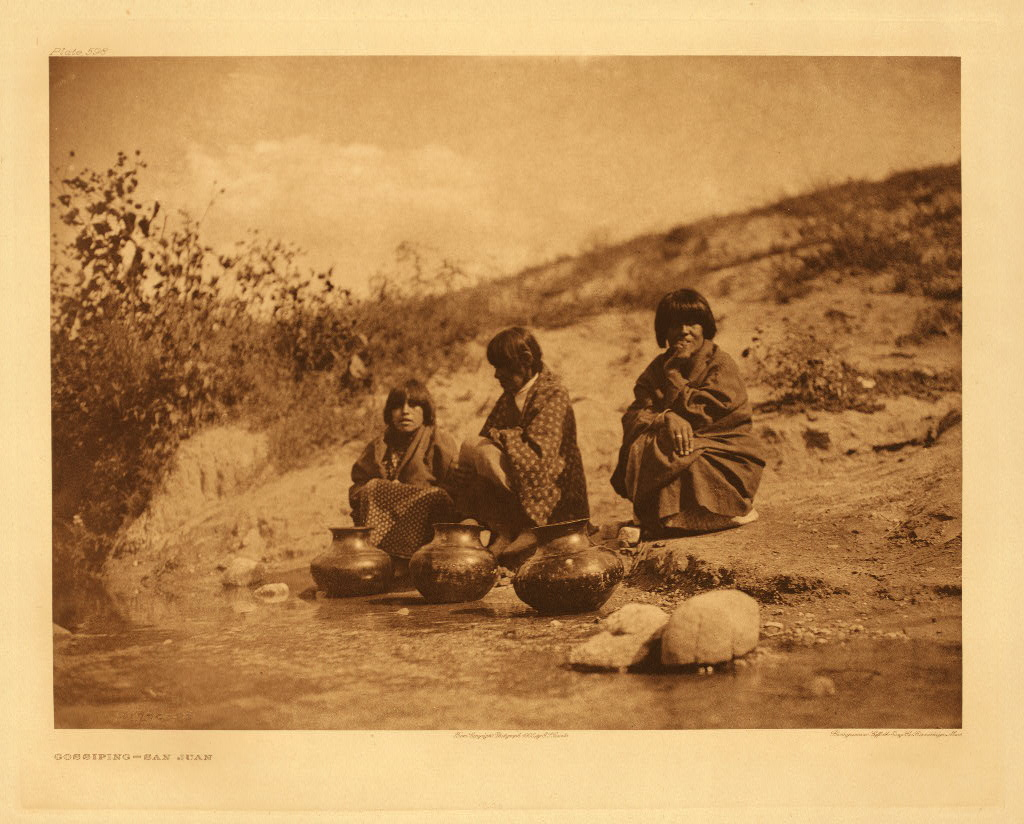
Gossiping - San Juan, 1926
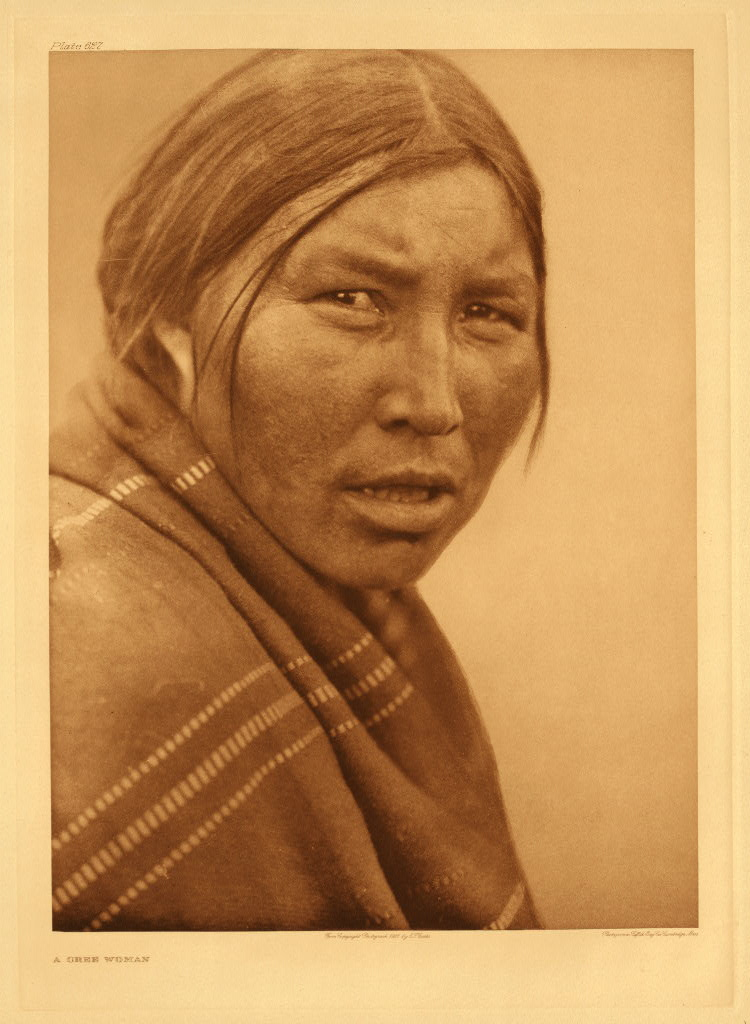
Femme Cree, 1928
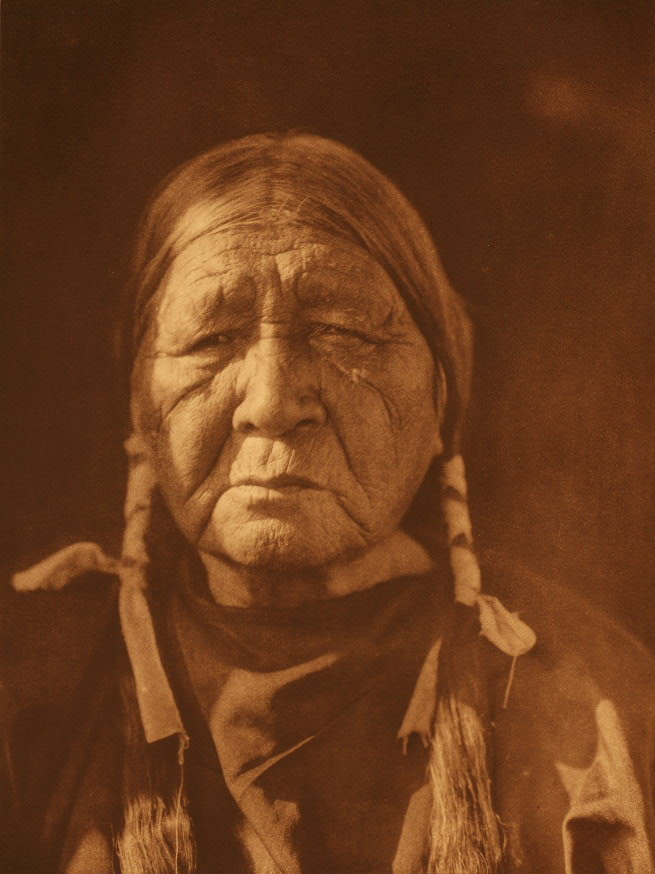
Uwat - Comanche, 1930
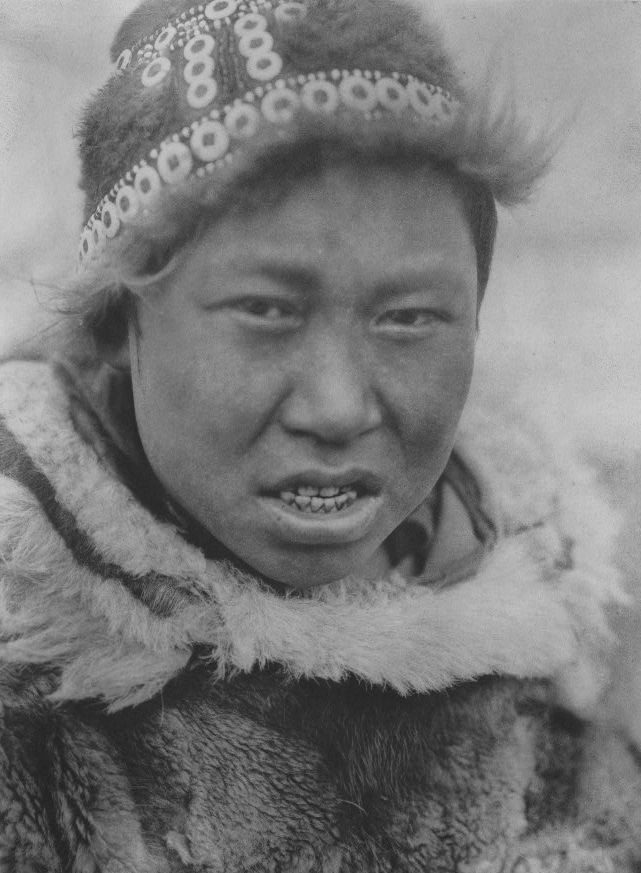
Adolescent Hooper Bay, 1930
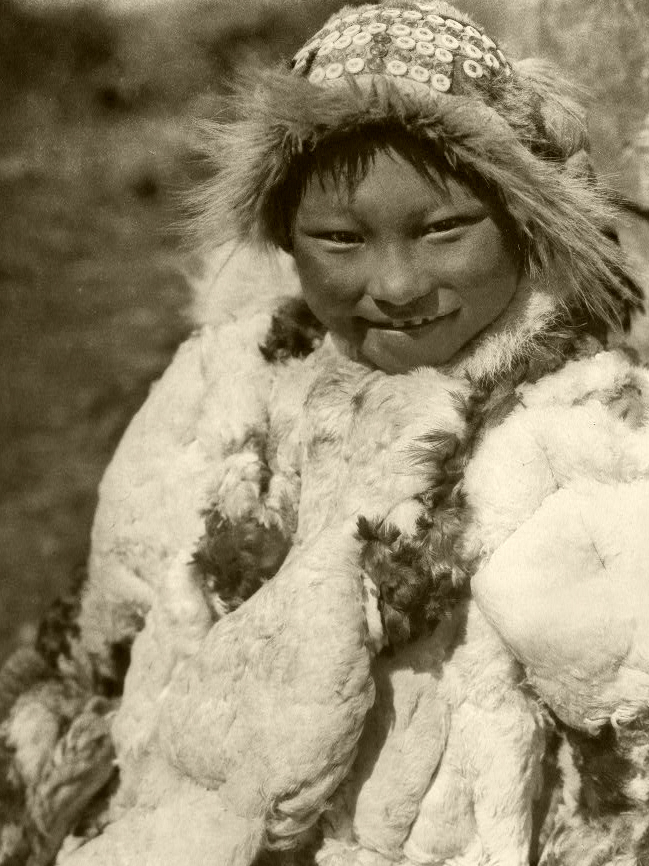
Uyowutcha - Nunivak, 1930
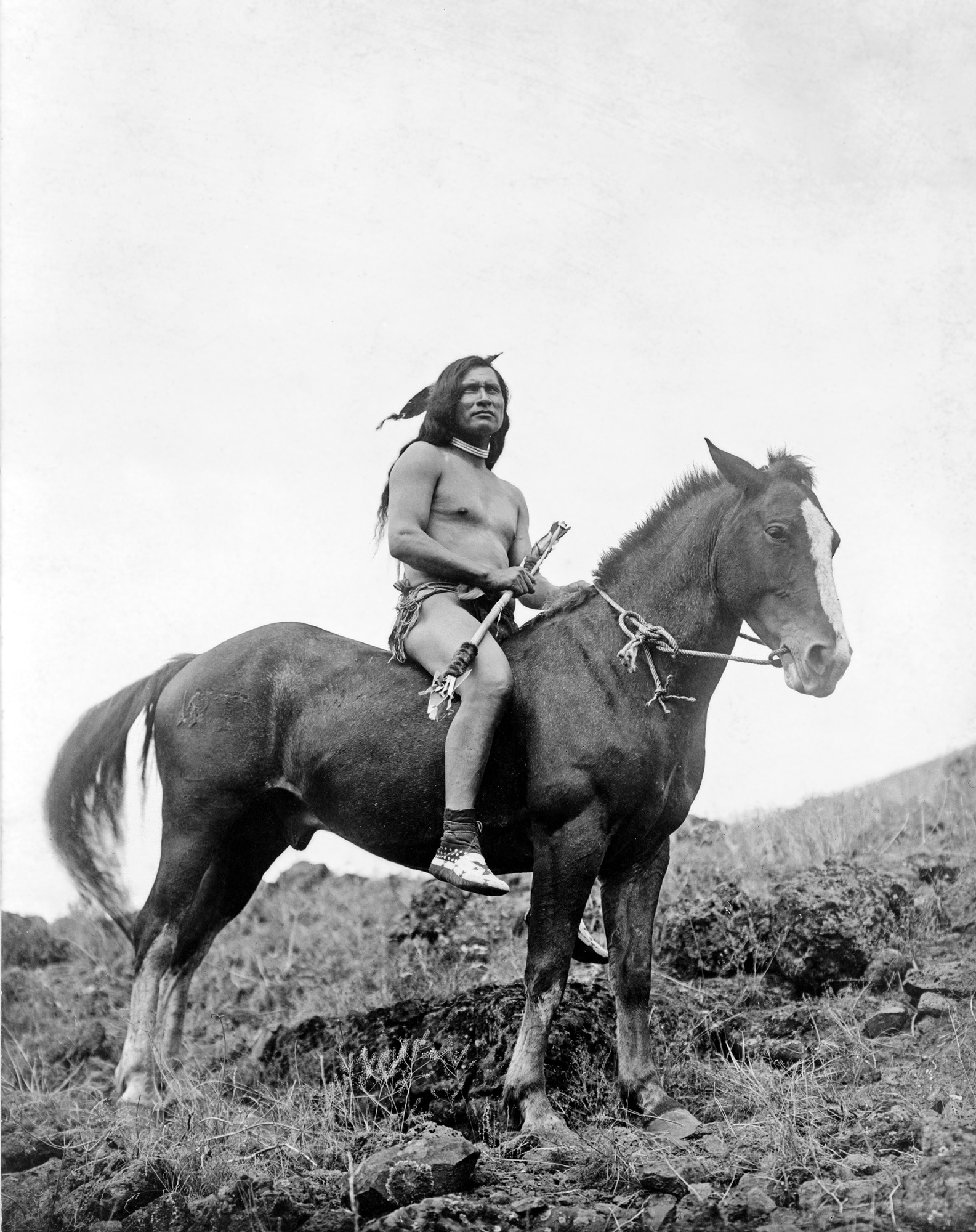
Guerrier nez-percé sur sa monture
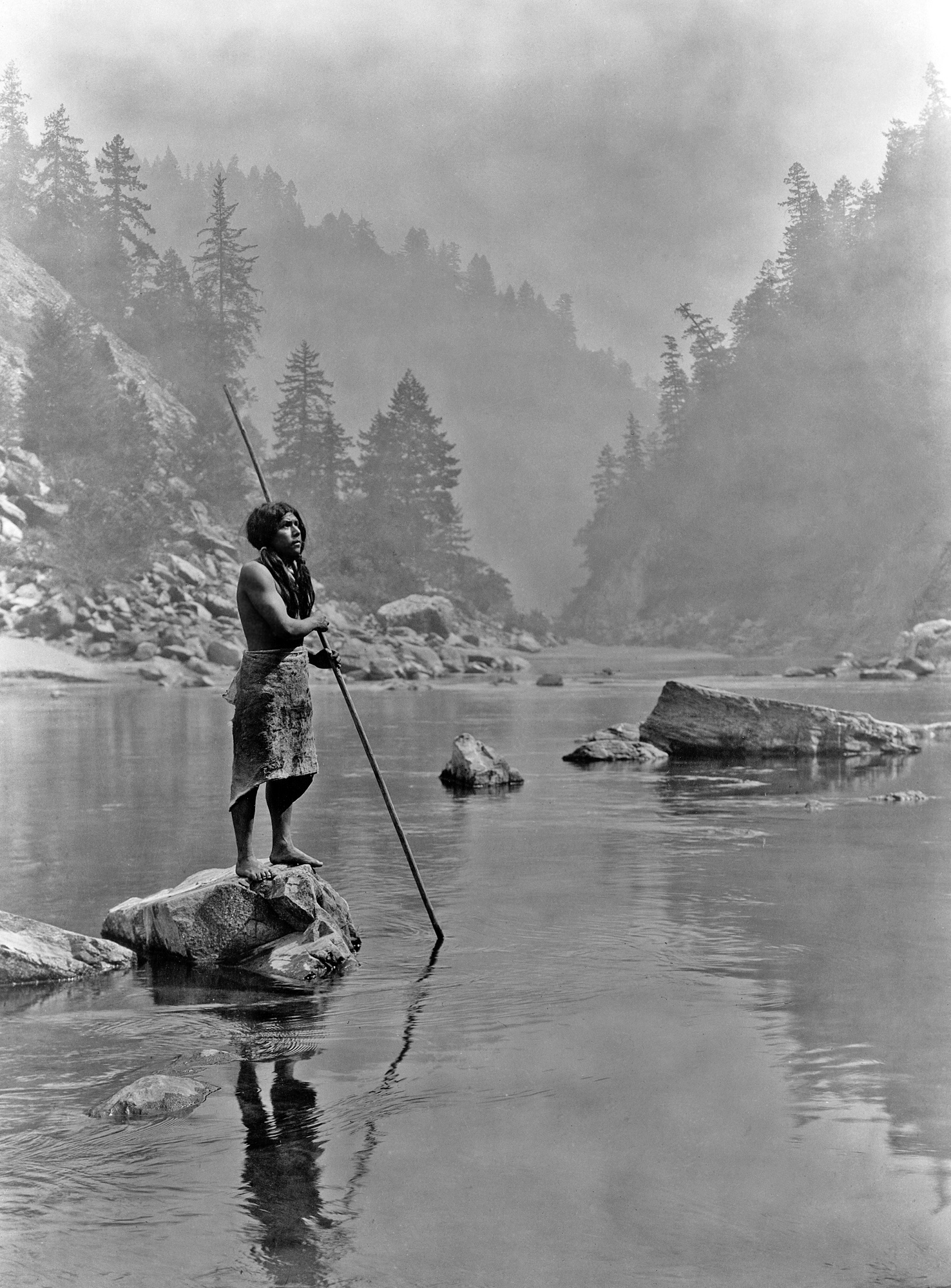
Un Hupa dans la brume